# Brymir
Brymir son una banda finlandesa de folk/death metal melódico procedente de Helsinki y creada en 2006. Surgieron en un campamento musical veraniego durante el verano de 2006 como un grupo de covers, su primer nombre fue LAI LAI HEI en referencia a la canción de Ensiferum del mismo nombre. Tras ganar una competición del campamento versionando la canción "Token Of Time" de Ensiferum empiezan a tomarse la tarea grupal más en serio y empiezan a componer canciones propias bajo el nombre actual. 

## Miembros

### Actuales
- Jarkko Niemi - Bajo y voz (2006-presente)
- Sean Haslam - Guitarras (2006-presente)
- Joona Björkroth - Guitarras y voces secundarias (2006-presente)
- Janne Björkroth - Teclados y voces secundarias (2006-presente)
- Viktor Gullichsen - Voz principal (2006-presente)
- Patrik Fält - Batería (2013-presente)

### Pasados
- Jaakko Tikkanen - Drums (2006-2010)
- Sami Hänninen - Drums (2010-2013)

## Discografía

### Discos de estudio
- Breathe Fire to the Sun (Spinefarm Records) - 2011
- Slayer of Gods (Ranka Kustannus) - 2016
- Wings of Fire (Ranka Kustannus, Out of Line Music) - 2019
- Voices in the Sky (Napalm Records) - 2022

### Sencillos
- ”For Those Who Died” (2016)
- ”The Rain” (2016)
- ”Chasing The Skyline” (2018)
- ”Ride On, Spirit” (2018)